# Illa de Mona
|  | No s'ha de confondre amb Anglesey. |

L'illa de la Mona és una illa deshabitada situada a l'oest de Puerto Rico, pertanyent al Municipi Autònom de Mayagüez. Encara que es troba més a prop de República Dominicana, pertany a Puerto Rico. L'illa de Mona, juntament amb l'Illot Monito, constitueixen una reserva natural depenent del Departament de Recursos Naturals i Ambientals de Puerto Rico.

## Característiques
El seu clima és semidesèrtic i té una superfície aproximada de 55 km².

## Història
El 19 de novembre de 1493, durant el seu segon viatge al Nou Món, Colom es va trobar l'illa ara coneguda com a Puerto Rico, que els nadius anomenaven Borinquen o Borikén segons alguns historiadors, i Colom va anomenar Sant Joan Baptista (San Juan Bautista). En sortir de Puerto Rico va passar per aquesta illa amb el nom Mona i que deriva del nom taíno Amona, atorgat pels indígenes en honor del governant cacic o principal de l'illa.
En 1502, Fra Nicolás de Ovando va ser enviat a Illa de la Mona per vigilar, des d'una distància segura, les revoltes indígenes ocorregudes a l'Espanyola. Amb un grup de 2000 colons, Ovando es va quedar a càrrec de la creació d'un assentament permanent a l'illa. A causa de la seva petita grandària i la ubicació, l'illa va resultar insuficient per donar cabuda a aquest gran assentament, i el menjar va començar a escassejar a mesura que es rebien amb freqüència els enviaments de l'Espanyola i Puerto Rico.
Juan Ponce de León, que va acompanyar a Colom en els seus dos primers viatges, va fer diverses visites a l'illa de la Mona per recollir els béns i aliments dels taínos que hi residien. L'illa, que tenia un abundant subministrament d'aliments i altres productes utilitzats pels taínos, tant a l'illa de la Mona com a Puerto Rico, es considerava una possessió valuosa. En 1509, De León es va interessar a adquirir l'illa, i això va causar una amarga rivalitat entre ell i el rei Ferran II d'Aragó que volia l'Illa de la Mona per al seu propi retir de vacances.